# Матвеев, Лев Павлович
Лев Па́влович Матве́ев (22 августа 1924, Тверь, Тверская губерния, РСФСР — 21 июля 2006, Москва, Россия) — советский и российский учёный, доктор педагогических наук (первая в СССР докторская по направлению «Физическая культура»), профессор (1967), заслуженный деятель науки РСФСР (1984), основатель советской школы по теории физического воспитания, физической культуры и спорта. Автор более 450 научно-исследовательских, научно-методических и проблемно-постановочных работ, ответственный за подготовку ряда спортсменов международного уровня, в том числе Ю. П. Власова. Удостоен ряда отечественных и зарубежных наград.

## Биография
Родился 22 августа 1924 года (согласно данным историко-спортивного музея Государственного университета физической культуры, в паспорте указаны неверные данные (22 января) для того, чтобы уйти добровольцем на фронт во время Великой Отечественной войны) в Твери в семье дивизионного комиссара Красной Армии Павла Денисовича (умер в 1939 году) и домохозяйки Анны Сергеевны (умерла в 1943 году) Матвеевых. С детства увлекался спортом, выступал на юношеских соревнованиях по троеборью: гимнастике, велоспорту, стрельбе.
В 1931—1941 годах учился в школе, с 1940 года параллельно учился в Петровско-Забайкальском педагогическом училище в Читинской области, а окончив его экстерном с отличием, остался там преподавателем физического воспитания.
В 1942 году поступил на историко-философский факультет Читинского института, но затем, «прибавив» себе 7 месяцев, добровольцем записался в армию, участвовал в Великой Отечественной войне. В 1943 году учился в артиллерийском училище в г. Сретенск, после чего воевал на Ленинградском и I, II и III Прибалтийских фронтах, занимая должности командира артиллерийского взвода, батареи, затем начальника физической подготовки артиллерийской бригады в Днепропетровске, участвовал в прорыве блокады Ленинграда, освобождении Риги и Кёнигсбергской операции. 22 июня 1944 года под неприятельским огнём выкатил на позицию три орудия и за час подавил восемь огневых точек неприятеля, затем отбил вражескую контратаку, и, будучи ранен, остался руководить обороной, отбивавшей постоянные атаки неприятеля. За этот подвиг младший лейтенант Матвеев 25 июня 1944 года был удостоен ордена Красной звезды. 5 января 1945 года лейтенант Матвеев под огнём противника корректировал огонь своей батарей, нанёсшей урон врагу. За этот подвиг 30 января он был удостоен ордена Отечественной войны II степени.
Дважды был ранен. Кавалер более 20 боевых наград.
После демобилизации, с марта 1946 года работал старшим инспектором Читинского обкома по делам физической культуры и спорта, параллельно заочно продолжал обучение на историко-философском факультете местного педагогического института, закончив его экстерном за два с половиной года.
В 1946 году поступил, а в 1950 году с отличием окончил Государственный центральный ордена Ленина институт физической культуры имени И. В. Сталина (ГЦОЛИФК им. И. В. Сталина) (параллельно учёбе работал тренером и преподавателем по гимнастике в ГЦОЛИФК, 2-м Московском Государственном Медицинском институте и с 3 курса — тренером общества «Медик» по гимнастике), затем окончил аспирантуру, после чего преподавал там же в должности старшего преподавателя на кафедре «Теория и методика физического воспитания» (ТиМФВ), был заведующим научно-исследовательской лабораторией и проректором по научной работе (1969—1975); с 1975 года и до самой смерти в 2006 году — заведующий кафедрой теории и методики физического воспитания, параллельно был проректором по науке, а в 1993 году — недолгое время исполняющим обязанности ректора вуза.
В 1955 году защитил кандидатскую диссертацию на тему: «Всесторонняя физическая подготовка как условие спортивной специализации (к вопросам теории спорта)» (научный консультант — профессор А. Д. Новиков), а в 1965 году — первую в СССР диссертацию на соискание доктора педагогических наук по направлению «Физическая культура» на тему «Проблема периодизации спортивной тренировки».
В 1977 году стал первым научным руководителем только что созданной кафедры физического воспитания и спорта на базе Челябинского государственного университета.
Был женат на Земфире Арифовне Гасановой-Матвеевой (кандидат педагогических наук, доцент ГЦОЛИФК), внёсшей большой вклад в основание мемориального кабинета, посвящённого Льву Павловичу, в историко-спортивном музее ГЦОЛИФК.
Умер в Москве 21 июля 2006 года, похоронен на Троекуровском кладбище в Москве.

## Научная деятельность
Соавтор теории и методики физического воспитания и физической культуры, основ спортивной тренировки и оздоровительной гимнастики. С 1960 года в течение четверти века (более 6 олимпийских циклов) активно участвовал в подготовке олимпийских сборных СССР по лёгкой и тяжёлой атлетике, плаванию и спортивной гимнастике, в том числе в течение многих лет отвечал за подготовку Ю. П. Власова. Сотрудничал с ведущими тренерами СССР, в том числе с Н. Г. Озолиным, В. М. Дьячковым, К. А. Инясевским, С. П. Богдасаровым и многими другими. Консультировал по проблемам подготовки национальные сборные ГДР, Болгарии, Кубы, Китая, Бразилии и других стран.
Один из основателей научного подхода к общей теории и методике физического воспитания, автор концепции системы спортивной тренировки, согласно которой необходимо комплексное развитие психической (повышение стрессоустойчивости спортсмена, развитие его волевых качеств и т. д.), физической (развитие гибкости, выносливости, силовых и скоростных характеристик, и т. д.), технической и тактической подготовки спортсмена, а также деление подготовки на общую (способствующую общему совершенствованию спортсмена) и специальную (характерную только для конкретного вида спорта). В работе «Основы спортивной тренировки» он привёл также классификацию некоторых соревновательных упражнений, разделив их на:
- моноструктурные, подразделённые, в свою очередь, на скоростно-силовые (прыжки, спринт, метания (копья, молота и т. д.), поднимание тяжестей (штанга, гиря и т. д.)) и циклические на выносливость (например, бег и плавание на большие дистанции)
- полиструктурные, разделённые на спортивные игры (футбол, хоккей и т. д.) и спортивные единоборства (фехтование, бокс, борьба и т. д.)
- комплексы соревновательных упражнений, делящиеся на двоеборья и многоборья со стабильным (конькобежное четырёхборье, биатлон, десятиборье и т. д.) и периодически обновляемым (спортивные «искусства» — акробатика, фигурное катание, прыжки в воду и т. д.) содержанием[13].

Один из создателей научно-учебных дисциплин «Теории и методики физического воспитания», «Теории и методики физической культуры», «Основы спортивной тренировки», переросший в дисциплину «Теория спорта». Ввёл в советскую практику регулярную фиксацию объективных параметров и показателей тренировочных воздействий для последующего анализа.
Опубликовал более 450 научно-исследовательских, научно-методических и проблемно-постановочных работ — монографий, учебников (том числе первых и действующих официальных вузовских учебников по общей теории и методике физического воспитания), программ, научно-исследовательских статей. Труды изданы на 40 языках мира, на них основаны преподавание физвоспитания и подготовки спортсменов высокой квалификации в ряде стран, в том числе в Китае. Под его руководством подготовлено и защищено более 100 кандидатских и докторских диссертаций (в том числе научный руководитель В. И. Колоскова).
Книга «Общая теория спорта и её прикладные аспекты» выдержала 6 изданий; доктор наук В. Н. Платонов так охарактеризовал её в предисловии в 2010 году: «И ныне подавляющее большинство фундаментальных разработок Л. П. Матвеева, содержащихся как в его трудах прежних лет, так и в предлагаемой вниманию читателей книге „Общая теория спорта и её прикладные аспекты“, не перестали быть весьма актуальными с точки зрения их соответствия современному уровню научных знаний и эффективности использования в практике спорта на самых разных его уровнях».
Некоторые работы:
- Проблема периодизации спортивной тренировки. М., 1964;
- Основы спортивной тренировки, 1977;
- Теория и методика физического воспитания. 2-е изд. М., 1976. Т. 1-2;
- Теория и методика физической культуры. 4-е изд. М., ООО «Издательство „Спорт“», 2021. — 520 с.;
- Общая теория спорта и её прикладные аспекты. 6-е изд. М., ООО «Издательство „Спорт“», 2019. — 342 с.

Был председателем президиума Всесоюзного научно-методического совета по физической культуре и спорту, членом Главного тренерского совета Спорткомитета СССР, руководителем Госсовета по физкультурному образованию, заместителем председателя бюро секции пропаганды физического воспитания и спорта общества «Знание», членом Национального олимпийского комитета и Олимпийской академии, экспертом ВАК Министерства образования России, консультантом многих физкультурно-спортивных организаций России, вузов и отраслевых НИИ, ведущих тренеров и спортсменов.

## Признание и награды
Кавалер множества наград, среди которых несколько боевых:
- ордена Отечественной войны I и II (от 30.01.1945[16]) степени,
- Красная звезда (от 25.06.1944[16]),
- Медаль «За оборону Ленинграда»,
- медаль «За победу над Германией в Великой Отечественной войне 1941-1945 гг.»,

Удостоен ряда памятных и юбилейных наград:
- несколько в честь юбилеев вооружённых сил СССР,
- Медаль «В память 850-летия Москвы»,
- медаль «80 лет Госкомспорту России»,
- медаль «Петра Лесгафта».
- Медаль Жукова.

За трудовые отличия награждён орденами и медалями, среди которых:
- Медаль «В ознаменование 100-летия со дня рождения Владимира Ильича Ленина»,
- Орден Дружбы народов,
- Орден «За заслуги перед Отечеством» IV степени (1999).

Награждён Почётными грамотами Госкомспорта РФ, Олимпийского комитета и университета РГУФКСМиТ.
Имел международное признание, был почётным доктором ряда вузов России и других стран (в том числе почётный доктор Германской высшей школы физической культуры, 1985). Двукратный лауреат премии Спорткомитета СССР за лучшую научно-исследовательскую работу в области физической культуры и спорта (1971, 1979).
Награждён медалями и почётными знаками ряда стран (Испания, Китай, Куба, Польша, Бразилия, Чили, Югославия и другие), в том числе медалью «За особые заслуги» в Болгарии, медалью Коменского в Чехословакии.